# برم سبز
برم سبز روستایی است از توابع بخش سوق شهرستان کهگیلویه استان کهگیلویه و بویراحمد. در مجاورت این روستا دریاچه کوچکی وجود دارد که به دلیل عمق زیاد آن به رنگ سبز دیده می‌شود. در پایین دست این دریاچه شالیزارهای این روستا قرار دارند.
در لغت‌نامه دهخدا در توصیف آن چنین آورده شده‌است: برم سبز. [ بَ  سَ  ] (اِخ) دهی است از دهستان طیبی گرمسیری بخش کهگیلویهٔ شهرستان بهبهان. سکنهٔ آن ۶۰۰ تن. آب آن از چشمه و محصول آن غلات، برنج، پشم و لبنیات است. خرابه‌های بنای آتشکده‌ای قدیمی در این آبادی وجود دارد. (از فرهنگ جغرافیایی ایران ج ۶).
قابل توجه اینکه علاوه بر آتشکده مذکور چندین قبر مربوط به زرتشتیان نیز در این روستا قرار داشت که همگی به‌طور کامل تخریب شده‌اند. در فاصله حدود ۱۵۰۰ متر از روستا به سمت مغرب مقبره‌ای وجود دارد که ساکنان به آن شاه‌چراغ می‌گویند.
این روستا دارای راه آسفالته، مدرسه، مسجد، خانه بهداشت، آب لوله کشی، برق، تلفن و . . . می‌باشد و در فصل بهار دارای مناظر طبیعی بسیار زیبا و چشم‌نواز است.

## ساکنان
تمامی ساکنان این روستا از ایا بزرگ طیبی و طایفه دِزَکی هستند. (دزک محلی است در نزدیکی شهرکرد در استان چهارمحال و بختیاری که قلعه معروفی نیز در آنجا به جای مانده‌است) این طایفه در نقاط مختلف استان کهگیلویه و بویر احمد و همچنین خوزستان پراکنده هستند.
در گذشته زندگی این مردم از طریق دامداری و کشاورزی تأمین می‌شد. با این حال با توجه به سطح سواد نسل جدید، اکثر جوانان این روستا در مناطق مختلف عهده‌دار مسئولیتهای مختلف هستند.
برم سبز ۱۳۸ نفر جمعیت دارد.